# Župnija Zlato Polje
Ne zamenjaj z Župnijo Kranj - Zlato Polje.
Župnija Zlato Polje je rimskokatoliška teritorialna župnija Dekanije Domžale Nadškofije Ljubljana.

## Cerkev
| #  | Slika | Cerkev                      | Kraj                     |
| -- | ----- | --------------------------- | ------------------------ |
| 1. |       | Cerkev sv. Marije Magdalene | Podgora pri Zlatem Polju |